# Megalorhipida leucodactylus
Megalorhipida leucodactylus is een vlinder uit de familie van de vedermotten (Pterophoridae). De soort is voor het eerst wetenschappelijk beschreven als Pterophorus leucodactylus door Johan Christian Fabricius in een publicatie uit 1794.

## Verspreiding
De soort komt voor in:
- het Palearctisch gebied waaronder Zuid-Frankrijk (bij Marseille), Spanje (vasteland), Sicilië, Pantelleria, Kreta, de Canarische Eilanden, Marokko, Libanon, Israël, Jordanië, Iran en China,
- het Afrotropisch gebied waaronder Kaapverdië, Gambia, Guinee, Sierra Leone, Liberia, Ivoorkust, Ghana, Benin, Nigeria, Tsjaad, Kameroen, Equatoriaal Guinee, Congo-Brazzaville, Congo-Kinshasa, Ethiopië, Somalië, Oeganda, Kenia, Rwanda, Tanzania, Zambia, Malawi, Namibië, Zimbabwe, Zuid-Afrika, Eswatini, Ascension, de Comoren, Madagaskar, de Seychellen, Mauritius, Réunion, Chagosarchipel, de Malediven, Saudi-Arabië, de Verenigde Arabische Emiraten, Oman en Jemen (vasteland en Socotra),
- het Oriëntaals gebied waaronder Pakistan, India, Sri Lanka, Thailand, Vietnam, Taiwan en Maleisië,
- het Australaziatisch gebied waaronder Papoea-Nieuw-Guinea, Australië, Kiribati, Micronesië en de Solomonseilanden,
- het Nearctisch gebied: de Verenigde Staten,
- het Neotropisch gebied waaronder de Bahama's, Cuba, Jamaica, Puerto Rico, de Maagdeneilanden, Saint Vincent en de Grenadines, Mexico, Panama, Colombia, Venezuela, Suriname, Frans Guyana, Ecuador, Peru, Brazilië, Paraguay, Argentinië en Chili.

## Waardplanten
De rups leeft op:
- Amaranthaceae
  - Amaranthus sp.
- Cucurbitaceae
  - Lagenaria leucantha
- Fabaceae
  - Acacia neovernicosa
  - Mimosa tenuiflora
- Goodeniaceae
  - Scaevola taccada
- Nyctaginaceae
  - Boerhavia erecta
  - Boerhavia repens
  - Commicarpus tuberosus
  - Okenia hypogae